# Sistema della civiltà castellana
Il Sistema della civiltà castellana, inquadrato all'interno dell'Ecomuseo del casentino, interessa alcuni comuni della valle dell'Arno in Casentino, in provincia di Arezzo ed è rappresentato dal castello dei Conti Guidi di Poppi, dal Castello dei Conti Guidi di Porciano a Stia, dal Museo della musica di Talla e dal museo della civiltà castellana di Castel San Niccolò.